# Bertya rotundifolia
Bertya rotundifolia är en törelväxtart som beskrevs av Ferdinand von Mueller. Bertya rotundifolia ingår i släktet Bertya och familjen törelväxter. Inga underarter finns listade i Catalogue of Life.